# Rodger Battersby
Rodger „Rüdiger“ Battersby (* 27. Juli 1957 in Heaton) ist ein britischer Basketballtrainer.

## Laufbahn
Battersby, dessen Mutter Deutsche und dessen Vater Brite war, siedelte nach seiner Jugend in England kurz vor dem Abitur nach Hannover über, begann mit 19 Jahren mit dem Basketball. Er spielte beim TK Hannover und übernahm 1978 zunächst als Aushilfe das Traineramt bei der Damenmannschaft des TKH. Es war der Beginn einer jahrzehntelangen Tätigkeit als Trainer der TKH-Damen. 1996 und 2012 führte der hauptberuflich in der Chemieindustrie beschäftigte Battersby zum Aufstieg in die 2. Bundesliga sowie 2016 zum Aufstieg in die Damen-Basketball-Bundesliga. Vom Basketballdienst eurobasket.com wurde er in der Saison 2015/16 als Trainer des Jahres der 2. Bundesliga Nord ausgezeichnet. Battersby, dessen Markenzeichen sein Schnurrbart sowie eine rote Krawatte sind, führte die TKH-Damen im Spieljahr 2016/17 als Liganeuling prompt in die Meisterrunde der Bundesliga, wo jedoch in der ersten Runde das Ausscheiden gegen den späteren Vizemeister Keltern erfolgte. Im Vorfeld der Saison 2018/19 trat Battersby aus beruflichen Gründen kürzer und übertrug das Traineramt seinem Assistenten David Bunts beziehungsweise nach dessen Entlassung im Dezember 2018 Dorothea Richter. Battersby übernahm als Manager der TKH-Damen aber eine andere leitende Funktion. Er ist des Weiteren einer der Hauptgeldgeber der TKH-Damen.